# Лез-Отьё-сюр-Калон
Лез-Отьё-сюр-Кало́н (фр. Les Authieux-sur-Calonne) — коммуна во Франции, находится в регионе Нижняя Нормандия. Департамент коммуны — Кальвадос. Входит в состав кантона Бланжи-ле-Шато. Округ коммуны — Лизьё.
Код INSEE коммуны — 14032.

## Население
Население коммуны на 2010 год составляло 294 человека.
| 1962 | 1968 | 1975 | 1982 | 1990 | 1999 | 2010 |
| ---- | ---- | ---- | ---- | ---- | ---- | ---- |
| 230  | 219  | 180  | 186  | 219  | 250  | 294  |

## Экономика
В 2010 году среди 191 человека трудоспособного возраста (15—64 лет) 142 были экономически активными, 49 — неактивными (показатель активности — 74,3 %, в 1999 году было 72,0 %). Из 142 активных жителей работали 132 человека (72 мужчины и 60 женщин), безработных было 10 (3 мужчин и 7 женщин). Среди 49 неактивных 15 человек были учениками или студентами, 20 — пенсионерами, 14 были неактивными по другим причинам.